# Alojzij Fogar

Alojzij (Luigi) Fogar,  rimskokatoliški duhovnik, škof, nadškof, * 27. januar 1882, Pevma, † 26. avgust 1971 Rim.

## Življenjepis
23. julija 1907 je prejel duhovniško posvečenje v škofiji Gorica in Gradiška.
9. julija 1923 je postal škof Trsta-Kopra in naslovni škof Patrae. Škofovsko posvečenje je prejel 14. oktobra 1923. Na tem položaju je bil do 30. oktobra 1936, ko je odstopil zaradi pritiska italijanskih oblasti, ker je nasprotoval italijanizaciji verskih obredov in prebivalstva.